# Ивановка (Тележенский сельсовет)
Ива́новка — деревня в Липецком районе Липецкой области. Входит в состав Тележенского сельсовета.

## Население
| 2010 | 2012 |
| ---- | ---- |
| 52   | ↘47  |

## Улицы
В деревне имеется одна улица — Лесная.